# Gastrorchis
Gastrorchis es un género que tiene asignada ocho especies de orquídeas de hábito terrestre. Es originario de Madagascar.

## Taxonomía
El género fue descrito por Rudolf Schlechter y publicado en Repertorium Specierum Novarum Regni Vegetabilis, Beihefte 33: 167. 1924.

## Especies
- Gastrorchis francoisii Schltr.
- Gastrorchis humblotii (Rchb.f.) Schltr.
- Gastrorchis lutea (Ursch & Toill.-Gen. ex Bosser) Senghas
- Gastrorchis peyrotii (Bosser) Senghas
- Gastrorchis pulchra Humbert & H.Perrier
- Gastrorchis simulans (Rolfe) Schltr.
- Gastrorchis steinhardtiana Senghas
- Gastrorchis tuberculosa (Thouars) Schltr.